# Il mondo di Yor
Il mondo di Yor è un film del 1983 diretto da Antonio Margheriti con lo pseudonimo di Anthony M. Dawson, pellicola di fantascienza avventurosa il cui soggetto è tratto dal fumetto argentino Yor, il cacciatore (Henga, el cazador) di Juan Zanotto (disegni) e Ray Collins (testi), edito in Italia su Lanciostory.
Il progetto filmico nacque come miniserie per la televisione (in quattro episodi), da cui ricavare un lungometraggio di due ore per lo sfruttamento cinematografico.

## Trama
Yor corre intorno a delle torri di pietra in Cappadocia; in un villaggio vicino, Ka-laa, una donna delle caverne e il suo protettore più anziano Pag stanno andando a caccia. Vengono improvvisamente attaccati da uno Stego-Ceratopo. Yor appare all'improvviso e uccide il dinosauro con la sua ascia, bevendo quindi un po' del suo sangue. Yor è bene accolto dal villaggio e insieme tagliano le carni scelte per il festeggiamento previsto.
Mentre Yor si trova lì, una banda di uomini delle caverne attacca il villaggio. Solo Yor e Pag riescono a fuggire. Yor giura immediatamente di riuscire a riavere Ka-laa. Yor e Pag seguono gli uomini blu delle caverne fino al loro rifugio, dove Yor abbatte un pipistrello gigante con il suo arco e frecce. Usando il pipistrello morto come un'ala volante per prendere d'assalto il covo, Yor inizia a inondare delle sezioni della grotta, ottenendo una diversione per facilitare la sua fuga con Ka-laa da un'uscita posteriore. L'inondazione uccide tutti all'interno della grotta, compresi gli altri abitanti rapiti del villaggio (prigionieri in gabbie), così come gli uomini blu delle caverne.
Kala e Pag decidono di seguire Yor nella sua avventura alla scoperta delle sue origini. Lungo la strada incontrano un misterioso popolo delle sabbie guidato da Rea, una donna bionda con un amuleto simile a quello di Yor. Yor uccide tutti gli avversari ma risparmia Rea, decidendo che la donna potrebbe essere importante per il loro viaggio. Ka-laa, gelosa, cerca di uccidere la rivale Rea, ma sono entrambe improvvisamente attaccate dagli uomini blu delle caverne. Yor e Pag giungono in loro soccorso, ma un uomo delle caverne colpisce la donna bionda e lei muore tra le braccia di Yor.
Yor, Pag e Ka-laa fanno amicizia con un'altra tribù dopo avere salvato alcuni bambini da un dinosauro, ma tale tribù viene sterminata da dischi volanti che sparano laser. Yor e compagni usano una barca per giungere su un'isola circondata dalle tempeste. Qui Yor scopre che i suoi genitori provenivano da un piccolo gruppo di sopravvissuti all'olocausto nucleare, rivelando che il mondo di Yor è in realtà la Terra dopo la catastrofe atomica; le radiazioni causate da tale guerra paiono avere in qualche modo resuscitato i dinosauri. Un uomo malvagio chiamato Overlord ha assunto il controllo della tecnologia nucleare superstite con il suo esercito di androidi. Yor attacca Overlord e le sue forze, sconfiggendole con l'aiuto di Pag e Kaa-la. Yor si allontana in volo con una delle navette di Overlord, mentre nella base del malvagio si è innescata l'autodistruzione.

## Produzione
Il progetto è una coproduzione italo-franco-turca e nasceva come miniserie televisiva in quattro episodi da cui trarre un film di due ore per lo sfruttamento cinematografico, soprattutto per il mercato statunitense e dell'home video. La pellicola si inserisce nel filone dei fantasy eroici che invasero le sale cinematografiche dopo il successo di Conan il barbaro nel 1982.
Il film venne girato quasi interamente in Turchia, utilizzando i paesaggi lunari della Cappadocia e le coste laviche di Adalia.
Tutti i mostri preistorici presenti nel film erano pupazzi meccanici costruiti a grandezza naturale ed erano animati da operatori al loro interno.

## Accoglienza
La versione cinematografica venne distribuita negli Stati Uniti da RCA Columbia con il titolo Yor the Hunter from the Future (in 1425 copie), riscuotendo - secondo il figlio del regista Edoardo Margheriti - un buon successo di pubblico ed entrando nei primi dieci film per incassi al botteghino. La miniserie in quattro episodi, per ragioni ignote, fu invece trasmessa in televisione dalla RAI solo alcuni anni dopo e in seconda serata.
(Edoardo Margheriti)
Il film ha ricevuto in genere critiche negative:
(Il Morandini: dizionario dei film 2001)
(Segnocinema)
Il film ebbe tre candidature ai Razzie Awards: Peggior esordiente per il protagonista Reb Brown; Peggiore canzone originale per Yor's World! (musica di Pauline Hanna, Cesare De Natale, Guido e Maurizio De Angelis, testo di Pauline Hanna, Cesare De Natale, Barbara Antonia e Susan Duncan-Smith) e Peggiore colonna sonora (musiche di John Scott, Guido e Maurizio De Angelis). Il film è stato inoltre inserito nel libro dei The Official Razzie Movie Guide dal fondatore dei Razzie John J. B. Wilson.

## Differenze con il fumetto originale
Il film si discosta non poco dall'originale soggetto di Ray Collins. Nel fumetto, Yor scopre di essere un membro degli Atlantidi, una popolazione umanoide abitante su Marte, sede di una civiltà avanzatissima. Gli viene rivelato che, prima di approdare in una colonia terrestre, l'astronave coi suoi genitori era precipitata, così era stato adottato da una tribù di primitivi. Dopo una serie di avventure, la civiltà di Marte verrà distrutta in un conflitto così come la colonia degli Atlantidi sulla Terra.
Nel fumetto è inoltre assente la battaglia finale di Yor contro l'Overlord (il "Supremo" appare brevemente in due vignette e solo in forma di immagine video).